# Grundwassergeringleiter
Als Grundwassergeringleiter (auch Grundwasserhemmer oder Aquitard von lat. tardus - spät) bezeichnet man in der Hydrogeologie eine Formation im Untergrund, die im Vergleich zu den umgebenden Schichten eine geringe Permeabilität aufweist, andererseits aber noch genügend Wasser speichern kann und ausreichend wasserdurchlässig ist, um den regionalen Wasserhaushalt zu beeinflussen. Grundwassergeringleiter sind somit das Zwischenglied zwischen Grundwasserleitern und Grundwassernichtleitern.
Der Durchlässigkeitsbeiwert {\displaystyle k_{f}} eines Grundwassergeringleiters wird angegeben mit 10−5 bis 10−8 bzw. 10−9 Meter pro Sekunde. 